# Franciscodoras marmoratus
Franciscodoras marmoratus is een straalvinnige vissensoort uit de familie van de doornmeervallen (Doradidae). De wetenschappelijke naam van de soort werd in 1874 gepubliceerd door Christian Frederik Lütken.